# Bensberger Bank
Die Bensberger Bank eG ist eine Genossenschaftsbank mit Sitz im Stadtteil Bensberg der Kreisstadt Bergisch Gladbach im Rheinisch-Bergischen Kreis.

## Geschichte
Die heutige Bensberger Bank eG wurde am 16. März 1879 in Bensberg gegründet und hat sich bis heute ihre Eigenständigkeit bewahrt.

## Rechtsverhältnisse
Die Bensberger Bank eG ist im Genossenschaftsregister beim Amtsgericht Köln unter GnR 789 eingetragen.

## Organisationsstruktur
Rechtsgrundlagen sind das Genossenschaftsgesetz und die durch die Vertreterversammlung beschlossene Satzung. Organe der Bank sind der Vorstand, der Aufsichtsrat und die Vertreterversammlung.

## Sicherungseinrichtung
Die Bensberger Bank eG ist der amtlich anerkannten Sicherungseinrichtung des Bundesverbandes der Deutschen Volksbanken und Raiffeisenbanken GmbH und der zusätzlichen freiwilligen Sicherungseinrichtung des Bundesverbandes der Deutschen Volksbanken und Raiffeisenbanken e.V. angeschlossen.

## Geschäftsausrichtung
Die Bensberger Bank eG betreibt das Universalbankgeschäft. Im Verbundgeschäft arbeitet sie mit der DZ Bank, R+V Versicherung, Bausparkasse Schwäbisch Hall, Teambank, VR Leasing,  DZ Hyp und der Union Investment zusammen.

## Geschäftsgebiet
Das Geschäftsgebiet liegt im Süden von Bergisch Gladbach. Hier werden vier Geschäftsstellen betrieben.
Ebenfalls in Bergisch Gladbach mit sich angrenzendem Geschäftsgebiet ist die VR Bank eG Bergisch Gladbach-Leverkusen ansässig.